# Маралоју (Браила)
Маралоју (рум. Maraloiu) насеље је у Румунији у округу Браила у општини Градиштеа. Oпштина се налази на надморској висини од 40 m.

## Становништво
Према подацима из 2002. године у насељу је живело 354 становника, од којих су сви румунске националности.